# Melanie Marquez
Mimilanie "Melanie" Laurel Marquez-Lawyer, née le 16 juillet 1964, est une mannequin, reine de beauté actrice, productrice de films et auteure philippine.   
Elle remporte le concours Miss International 1979 à Tokyo, au Japon. Âgée de 15 ans, elle est alors la plus jeune gagnante de l'histoire du concours. 

## Filmographie
| Année     | Film                | Rôle                 | Chaîne      |
| 2001-2004 | Whattamen           |                      | ABS-CBN     |
| 2003      | Hawak Ko Ang Langit | Amapolla             | GMA Network |
| 2004      | Marinara            | Zadama               | GMA Network |
| 2006      | Fantastikids        | Lucila               | GMA Network |
| 2008-2009 | LaLola              | Garganta             | GMA Network |
| 2009      | Only You            | Palmira Lapuz        | ABS-CBN     |
| 2015-2016 | Juan Tamad          | Candy Guiginto       | GMA Network |
| 2017      | A Love to Last      | Miriam "Mimi" Stuart | ABS-CBN     |
| 2018      | Sherlock Jr.        | Louella De Villa     | GMA Network |
| 2019      | One of the Baes     | Alona Aragoza        | GMA Network |

## Récompenses
| Année | Organisme                        | Catégorie          | Film                                  |
| ----- | -------------------------------- | ------------------ | ------------------------------------- |
| 1987  | Festival du film de Metro Manila | Meilleure actrice  | L'histoire inédite de Melanie Marquez |
| 1987  | Festival du film de Metro Manila | Meilleure histoire | L'histoire inédite de Melanie Marquez |